# 瓦拉托
瓦拉托（法語：Waratton，—686年），是7世紀末紐斯特里亞宮相，在提烏德里克三世統治期間於681年至684年及685年至686年間擔任紐斯特里亞宮相。

## 生平
681年，宮相埃布羅因被財政官員埃爾門弗雷德（Ermenfred）刺殺，後者攜財物逃往奧斯特拉西亞宮廷。紐斯特里亞王國的貴族集會後，選擇由埃布羅因的親屬瓦拉托繼任宮相。瓦拉托權力薄弱，貴族此舉旨在維持自身獨立性，但瓦拉托實際是魯昂地區的重要地主。
按法蘭克法律，瓦拉托應為前任復仇，即攻擊庇護兇手的奧斯特拉西亞。然而，瓦拉托選擇與奧斯特拉西亞的宮相埃斯塔勒的丕平和解。此舉頗為微妙，因兩王國雖由敵對宮相治理，卻同屬國王提烏德里克三世統治。此和平協議引發部分貴族不滿，反對勢力集結於瓦拉托之子吉斯勒馬爾周圍，並於683年推翻其父。
吉斯勒馬爾進攻奧斯特拉西亞，並於684年在那慕爾附近擊敗丕平，但不久後去世，瓦拉托得以重掌宮相之位。兩年後瓦拉托去世，其遺孀成功推舉女婿伯查爾繼任。

## 家族
瓦拉托與前任宮相埃布羅因可能存在親屬關係。688年10月30日一份關於莫城（Meaux）地區拉尼勒塞克（Lagny-le-Sec）莊園歸還王室的文件顯示，該莊園曾先後屬於埃布羅因、瓦拉托和吉斯勒馬爾。此傳承關係暗示瓦拉托為埃布羅因的繼承人，即近親.。
瓦拉通與安塞弗蕾德（Anseflède）結婚，育有兩名子女：
- 吉斯勒馬爾（684年逝世）：683至684年任紐斯特里亞宮相；

- 安斯特魯德（英语：Anstrud of Champagne）：首任丈夫為伯查爾（688年逝世），686至688年任宮相。